# Amaryllis (zespół muzyczny)
Amaryllis – polski zespół muzyczny, wykonujący rock progresywny, muzykę dawną i metal progresywny. Powstał na przełomie 2004 i 2005 roku w Prudniku z inicjatywy wokalistki Ewy Domagały oraz gitarzysty Marka Domagały. Skład Amaryllis tworzą ponadto: gitarzysta Łukasz Kulczak, lutnista i teorbista Henryk Kasperczak, basista Szymon Guzowski, keyboardzista Bartłomiej Stankowski oraz perkusista Kacper Stachowiak.

## Historia

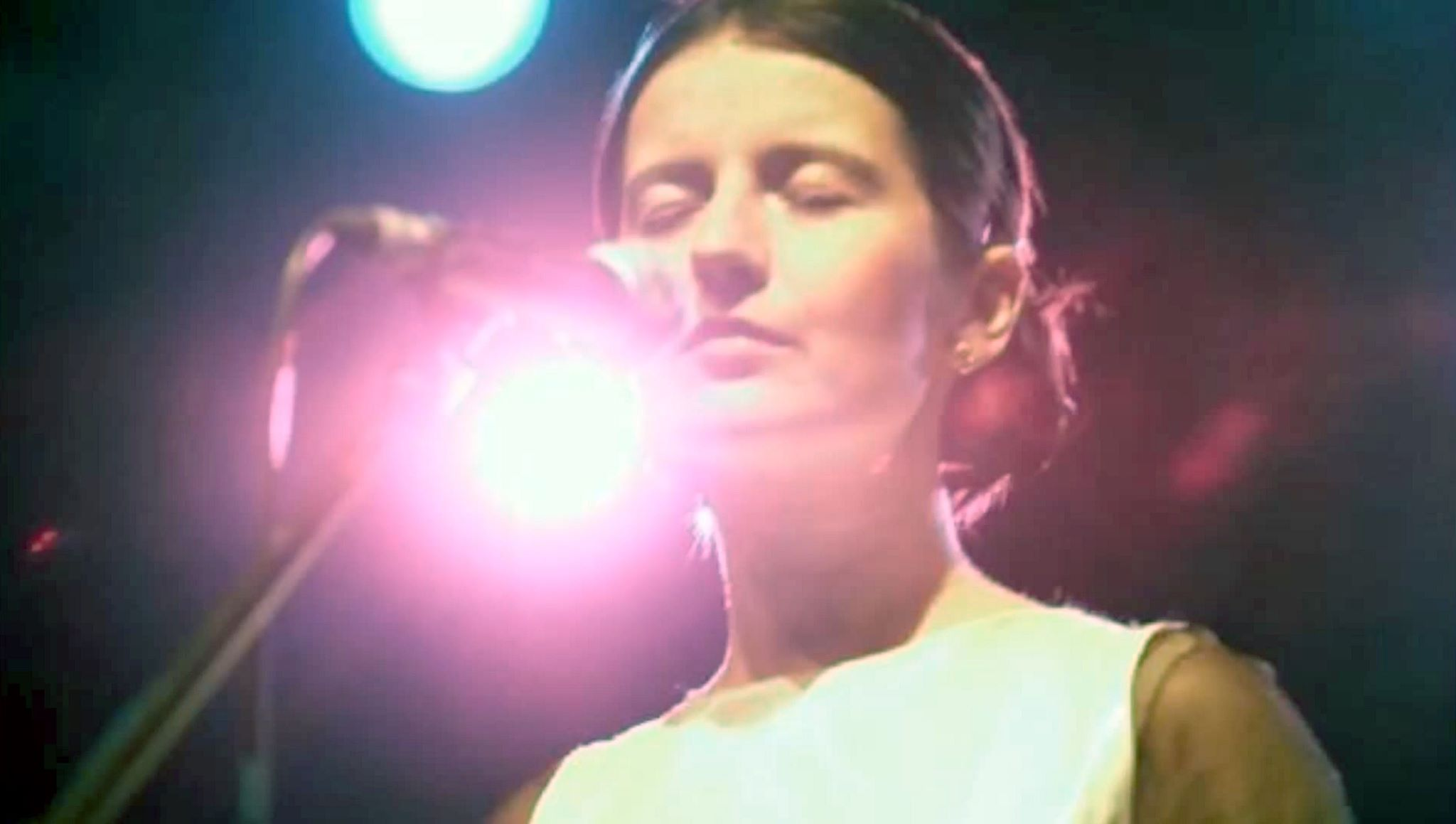
Ewa Domagała

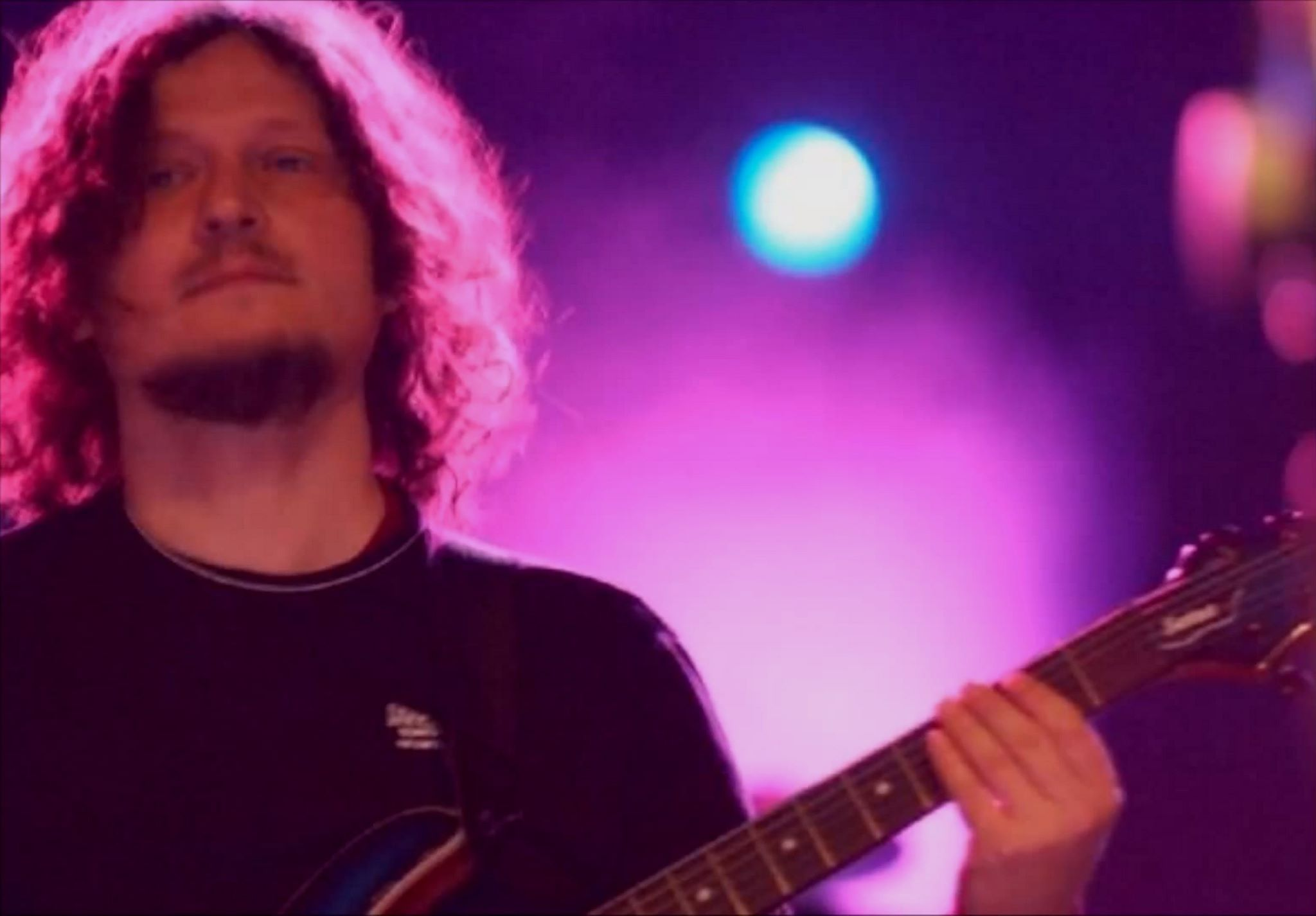
Marek Domagała

Zespół założony został w Prudniku przez wokalistkę Ewę Domagałę (śpiewającą w tym czasie w zespole muzyki dawnej) i gitarzystę Marka Domagałę na przełomie 2004 i 2005 roku. Nazwa zespołu pochodzi od nazwy kwiatu amarylis z rodziny amarylkowatych.
Pierwszy utwór Amaryllis, zatytułowany „Stella Splendens”, ukazał się wiosną 2005 roku na kompilacji W Tobie jest światło magazynu RUaH. Wkrótce do grupy dołączyli gitarzysta Łukasz Kulczyk, lutnista i teorbista Henryk Kasperczak, basista Wojciech Bielejewski, perkusista Grzegorz Dziamka i keyboardzista Jacek Winkiel.
W 2005 roku Amaryllis jako septet zarejestrował pierwsze demo. Jesienią tego samego roku menedżerem zespołu został Piotr Jackowiak. Dzięki jego staraniom grupa w krótkim czasie otrzymała do dyspozycji salę prób oraz niezbędny sprzęt muzyczny. Zainicjowane zostały pierwsze kontakty muzyczne oraz powstały plany koncertowe. Na przełomie 2005 i 2006 do zespołu dołączyli perkusista Kacper Stachowiak, basista Szymon Guzowski i keyboardzista Bartłomiej Stankowiak.
Latem 2006 roku zespół grał swoje pierwsze koncerty. Ewa Domagała była wówczas zastępowana przez inne wokalistki z powodu jej ciąży. Wróciła do zespołu w październiku. Po jej powrocie Amaryllis zaczął pracę nad swoim pierwszym singlem „Prologos”, na którym znalazły się utwory „Breve Regnum”, „Lux umbra Dei” i „Prologos”. Jego premiera miała miejsce miała miejsce 13 grudnia 2006 roku podczas koncertu w klubie Blue Note w Poznaniu.
W maju 2007 zespół zdobył Grand Prix Spring Rock Festival, a w czerwcu otrzymał laur Song of Songs Festival. W ten sposób otrzymali propozycję nagrania swojego pierwszego teledysku do utworu „Abyssus”. Został on nagrany w 2008 roku przez Rafała Jerzaka.
17 września 2009 Amaryllis wydało swój debiutancki album zatytułowany Inquietum Est Cor.
W 2010 zespół wziął udział w eliminacjach na Przystanek Woodstock w Kostrzynie nad Odrą i dotarł do półfinałów w Gdyni.

## Muzyka i teksty

Logotyp zespołu

Teksty utworów zespołu są w języku łacińskim i nawiązują do religii, jednak Amaryllis nie uznają się za zespół ewangelizacyjny czy chrześcijański. Uznawany jest za pierwszy zespół rockowy śpiewający wyłącznie po łacinie.
Brzmienie zespołu jest inspirowane dawną muzyką religijną i świecką.
Marek Domagała za swoje główne inspiracje muzyczne podał zespoły Rush i Frankie Goes to Hollywood.

Krytyk muzyczny Robert Leszczyński opisał muzykę Amaryllis w następujący sposób: 

Wasza muzyka jest bez wątpienia oryginalna w skali światowej. Ja słucham wyczynowo muzyki od 25 lat i nigdy nie spotkałem się z takim podejściem do muzyki (...) zachwyca na poziomie szczegółów, tzn. jeśli utwór rozbiera się na poszczególne fragmenty, są tam powiedziałbym perełki, kwiatki, po prostu piękne, które stanowią osobną całość (...)

## Muzycy
- Ewa Domagała – wokal
- Marek Domagała – gitara

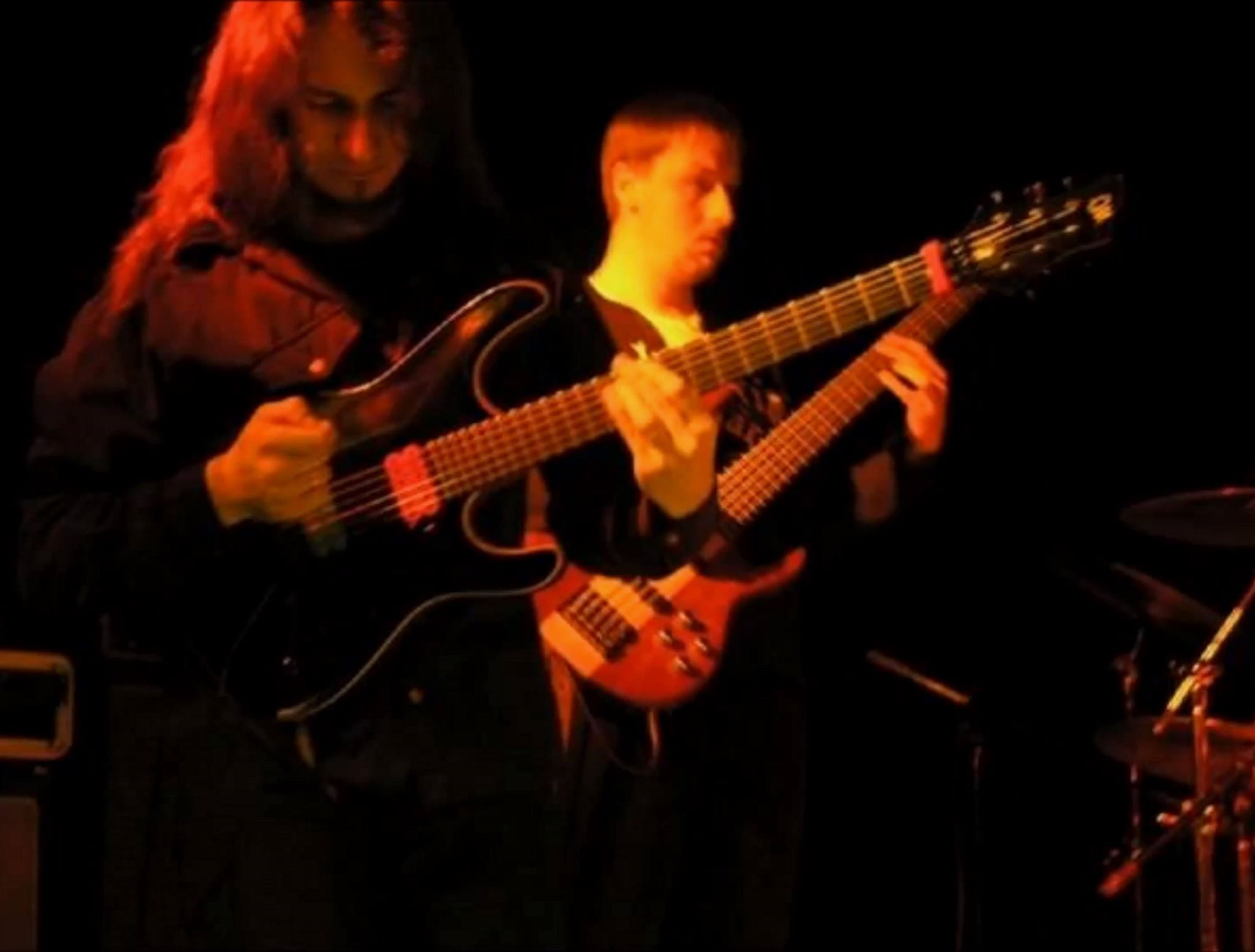
Łukasz Kulczak i Szymon Guzowski

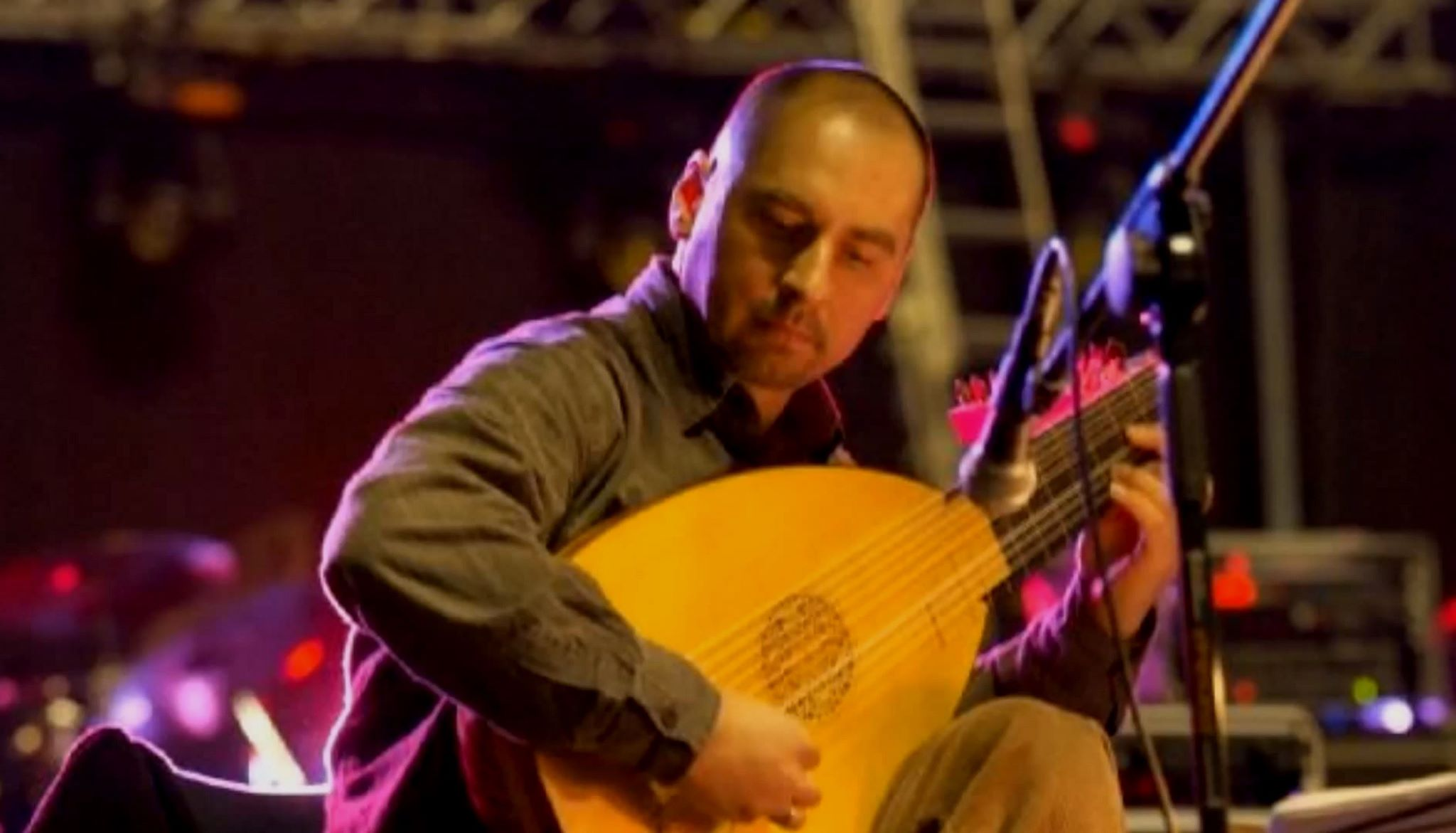
Henryk Kasperczak

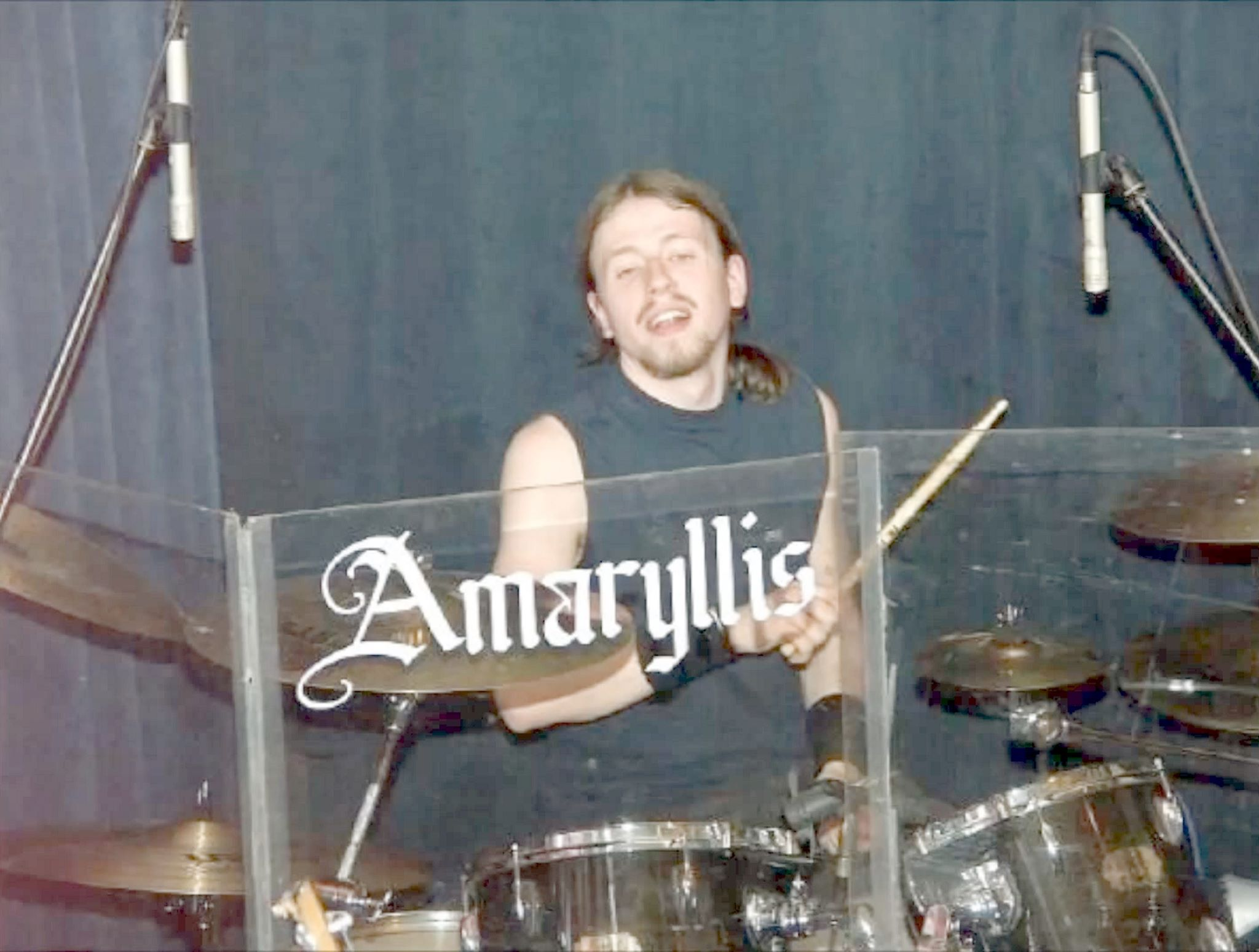
Kacper Stachowiak

- Henryk Kasperczak – lutnia, teorban
- Kacper Stachowiak – perkusja
- Łukasz Kulczak – gitara
- Szymon Guzowski – gitara basowa
- Bartłomiej Stankowski – keyboard

Byli członkowie zespołu
- Wojciech Bielejewski – gitara basowa
- Grzegorz Dziamka – perkusja
- Jacek Winkiel – keyboard

Oś czasu

## Dyskografia

### Albumy studyjne
| 2005                           | Demo - Data: 2005                                                         | – |  |
| 2009                           | Inquietum Est Cor - Data: 17 września 2009 - Wydawca: deCor/Polskie Radio | – |  |
| „–” pozycja nie była notowana. |                                                                           |   |  |

### Single
| „Prologos”                  | 2006 | – | –                 |
| „Abyssus”                   | 2008 | – | Inquietum Est Cor |
| „–” utwór nie był notowany. |      |   |                   |

## Teledyski
| Rok  | Tytuł     | Reżyseria/Realizacja     | Album             |
| ---- | --------- | ------------------------ | ----------------- |
| 2008 | „Abyssus” | CVK Studio, Rafał Jerzak | Inquietum Est Cor |

## Nagrody i wyróżnienia
| Rok  | Kategoria/Tytułem                  | Nagroda                | Nota       |
| ---- | ---------------------------------- | ---------------------- | ---------- |
| 2007 | Najlepszy zespół                   | Spring Rock Festival   | Grand Prix |
| 2007 | Najlepszy zespół                   | Song of Songs Festival | Laur       |
| 2009 | Płyta tygodnia (Inquietum Est Cor) | Radio Afera            | Nagroda    |